# Konvent 9 (Quedlinburg)

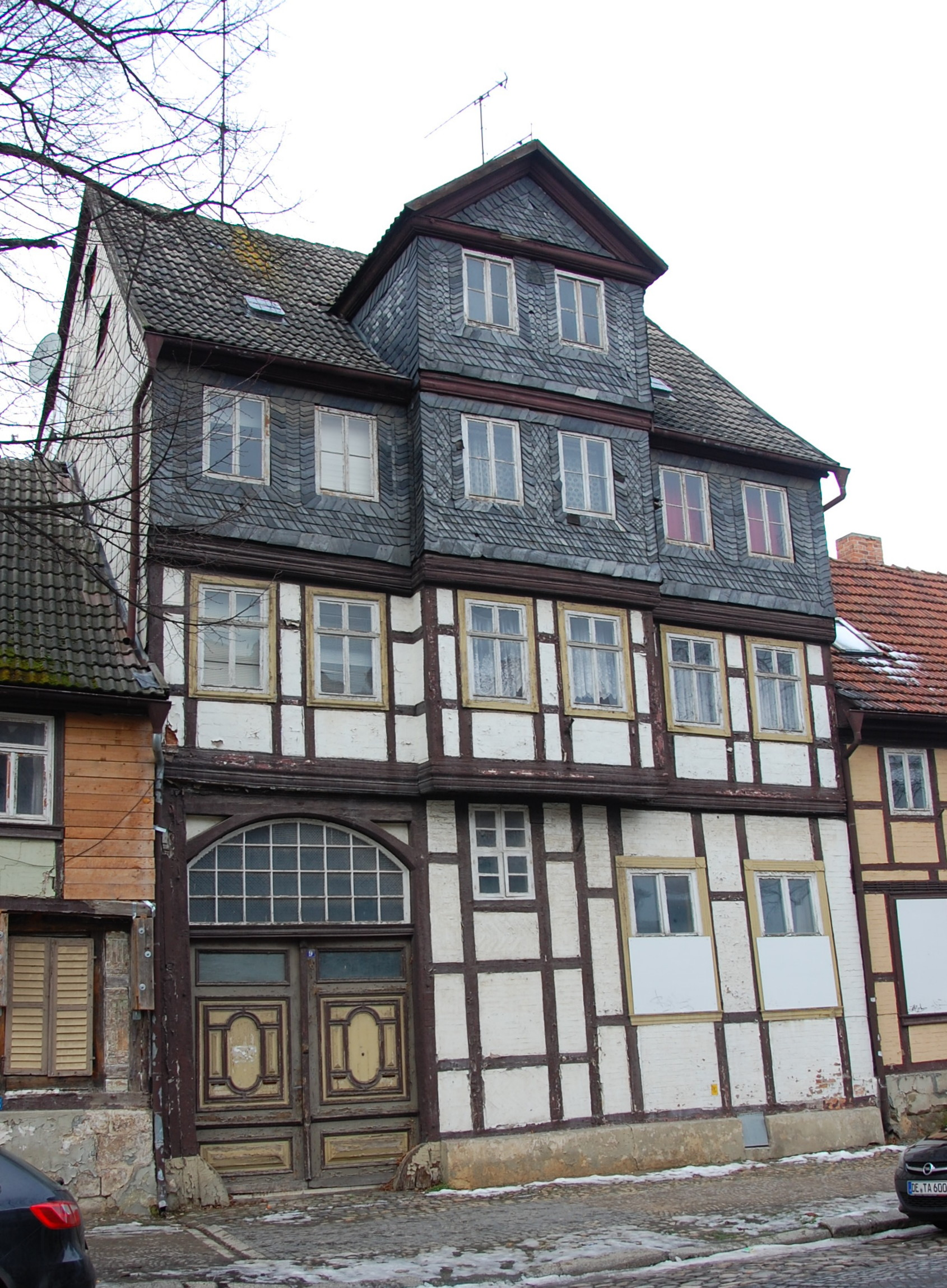
Konvent 9

Das Haus Konvent 9 ist ein denkmalgeschütztes Gebäude in der Stadt Quedlinburg in Sachsen-Anhalt.

## Lage
Es befindet sich im südlichen Teil der historischen Quedlinburger Neustadt auf der Westseite der Straße Konvent und ist im Quedlinburger Denkmalverzeichnis als Ackerbürgerhof eingetragen.

## Architektur und Geschichte
Das Fachwerkhaus gehört zu den Resten eines großen Hofs und entstand im Spätbarock um 1780. Vor den oberen Geschossen des Wohnhauses besteht ein mit einem Giebel bekrönter Kastenerker, der sich bereits als Gestaltungselement des Frühklassizismus darstellt. Sowohl das oberste Geschoss als auch das Zwerchhaus wurden in der Zeit um 1900 mit Schiefer verkleidet.
Südlich an das Gebäude schließt ein kleineres, zweigeschossiges etwa um 1760 errichtetes Fachwerkhaus an, das sich in seinem Erscheinungsbild noch weitgehend bauzeitlich präsentiert. Es verfügt über eine Profilbohle und Zierausmauerungen der Gefache. Darüber hinaus gibt es einen gleichfalls zweigeschossigen Fachwerkseitenflügel. Nach einer am Haus befindlichen Inschrift entstand der Flügel im Jahr 1778.